# B612 (小惑星)
B612 (46610 Bésixdouze) は、太陽系の小惑星のひとつ。火星と木星の間の軌道を公転している。なお“Bésixdouze (Besixdouze)”はB612のフランス語での読み下し “bé six douze” から来ていて、発音は [be.sis.duːz]「ベ・シス・ドゥーズ」に近い。

## 発見
1993年10月15日、北見市で円舘金と渡辺和郎によって発見された。この発見以前の1986年9月7日にクリミア天体物理天文台で既に観測されていたが、一回限りの観測だったため軌道が確定できなかった。

## 命名
小惑星番号の46610を16進数で表すと「B612」になり、フランスのサン＝テグジュペリの小説『星の王子さま』（1943年）に登場する王子の故郷とされる架空の小惑星「B 612」と一致することから命名された。フランス語でBはbé（ベ）、6はsix（シス、次が子音だとシ）、12はdouze（ドゥーズ）と読む。F.エメリー (F.Hemery) とJ.グリガル (J.Grygar) からそれぞれ独立して提案され、2002年11月に命名された。

## 『星の王子さま』作中のB 612
作中では、小惑星B 612（原書ではスペースが入るが、日本語訳では入らないこともある）は、1909年にトルコの天文学者が一夜だけ観測し発見した。王子の話を聞いた「ぼく」は、王子の星がB 612に違いないと確信する。
王子によると、彼の星は家より少し大きいくらいの大きさで、そこには3つの火山と、根を張って星を割いてしまいそうになるバオバブの芽と、よその星からやってきた種から咲いた1輪のバラの花があった。